# سرگئی گالدونتس
سرگئی گالدونتس (ارمنی: Սերգեյ Գալդունց؛ زادهٔ ۱۷ ژانویهٔ ۱۹۶۵) استادبزرگ شطرنج اهل ارمنستان از سال ۲۰۰۳ میلادی می‌باشد. وی در مسابقات قهرمانی شطرنج ارمنستان را در سال ۱۹۹۱ به مقام قهرمانی رسید. وی همچنین برای تیم ملی شطرنج ارمنستان در ۳۲مین المپیاد شطرنج بازی کرده است.

## دستاوردها
- ۱۹۹۴: نفر دوم در آزاد ویسبادن [الف][۳]
- ۱۹۹۹ قهرمان تورنمنت بیشویلر-ای[ب]:[۴]
- ۲۰۰۰: نفر دوم در آزاد پارک‌رویال گلد کوست[پ][۵]

| به‌دلیل برخی مشکلات فنی، نمودارها موقتاً قابل مشاهده نیستند. اطلاعات بیشتر پیرامون این مشکل در فابریکاتور و وبگاه مدیاویکی در دسترس است. | |
| | به‌دلیل برخی مشکلات فنی، نمودارها موقتاً قابل مشاهده نیستند. اطلاعات بیشتر پیرامون این مشکل در فابریکاتور و وبگاه مدیاویکی در دسترس است. |

## یادداشت
1. ↑  Wiesbaden Open
2. ↑  Bischwiller-A tournament
3. ↑  Gold Coast Parkroyal Open